# NGC 7732
NGC 7732 is een spiraalvormig sterrenstelsel in het sterrenbeeld Vissen. Het hemelobject werd op 27 oktober 1864 ontdekt door de Duitse astronoom Albert Marth.

## Synoniemen
- UGC 12738
- Z 2339.1+0327
- MCG 0-60-35
- KCPG 590B
- ZWG 381.26
- PGC 72131